# Birtha
Birtha (łac. Diœcesis Birthensis) – stolica historycznej diecezji w Cesarstwie Rzymskim (prowincja Osroene), współcześnie w Turcji. Od XVIII wieku katolickie biskupstwo tytularne, od 1977 wakujące.

## Biskupi tytularni
| Lp. | Biskup                        | Od               | Do                   |
| --- | ----------------------------- | ---------------- | -------------------- |
| 1   | James Robert Talbot           | 10 marca 1759    | 24 stycznia 1790     |
| 2   | Franz Ignaz von Streber       | 24 września 1821 | 26 kwietnia 1841     |
| 3   | Pierre-Adophe Pinsoneault PSS | 4 grudnia 1868   | 30 stycznia 1883     |
| 4   | Pasquale Maria Jaderosa       | 24 marca 1884    | 2 marca 1900         |
| 5   | Manuel María Vidal y Boullon  | 25 lutego 1915   | 27 października 1923 |
| 6   | Joseph Aloysius Murphy SJ     | 23 grudnia 1923  | 25 listopada 1939    |
| 7   | Sidney Metzger                | 27 grudnia 1939  | 29 listopada 1942    |
| 8   | Germiniano Esorto             | 23 sierpnia 1943 | 2 listopada 1946     |
| 9   | Antonius Hanssen              | 26 lipca 1947    | 31 grudnia 1957      |
| 10  | Alejandro Schell              | 14 lutego 1958   | 10 kwietnia 1963     |
| 11  | Francis Walsh MAfr.           | 12 września 1963 | 7 grudnia 1970       |
| 12  | Carlos Mullín Nocetti SJ      | 1 marca 1972     | 3 listopada 1977     |